# Escuela de Artes Visuales de Nueva York
La Escuela de Artes Visuales (en inglés, School of Visual Arts; SVA) es una de las principales universidades de arte de los Estados Unidos, ubicada en Manhattan (Nueva York). 
Fue fundada en 1947 por Silas H. Rhodes y Burne Hogarth, con el nombre de Cartoonist and Illustrators School, y en 1956 pasaría a ser School of Visual Arts. SVA es miembro de la Asociación de Universidades Independientes de Arte y Diseño, consorcio al que pertenecen las escuelas de más alta calificación en el mundo del arte y el diseño.

## Formación académica
La SVA requiere completar una carrera de cuatro años, 120 créditos que conforman una licenciatura (Bachelor of Arts). Esto incluye 72 créditos de clases en el estudio (donde el currículo requiere la creación de algún tipo de arte), 30 de créditos de Humanidades y Ciencias, 12 créditos sobre Historia del arte y seis créditos discrecionales. El Máster en Artes requiere la finalización de 60 créditos y un proyecto de tesis, mientras que el máster de estudios profesionales requiere de 30 a 36 créditos y un proyecto de tesis, dependiendo del programa. El máster de Artes y Enseñanza requiere la aprobación de 36 créditos y un proyecto de tesis.
Desde el 2000, la SVA ofrece licenciaturas en Publicidad, Animación, Caricaturismo, Arte Digital, Cine y Video, Artes Básicas, Ilustración, Diseño gráfico, Diseño Interior, Fotografía y Estudios críticos y Visuales.
En 1983, la escuela introdujo su primer máster, ofrecido en el área de Artes Básicas en Pintura, Dibujo y Escultura. Actualmente, la SVA ofrece maestrías en veinte campos diferentes: Educación Artística, Crítica de Arte, Arteterapia, Marca, Arte Computacional, Diseño, Crítica de Diseño, Fotografía Digital, Fotografía de Modas, Ilustración como Ensayo Visual, Narrativa Visual, Fotografía, Vídeo y medios, Documentales Sociales, Live Action Short Film, Interacción de Diseño, Diseño para la Innovación Social, Productos de Diseño y Teoría Crítica y del Arte.

## Ubicación y campus
La Escuela de Artes Visuales se encuentra en dos zonas de Manhattan: en Gramercy Park, en el East Side y en el barrio de Chelsea, en el West Side. La SVA también posee salones de clases en la Segunda Avenida, donde se ubica la biblioteca y se imparten clases de ilustración. También hay oficinas administrativas. El edificio de Artes Básicas se encuentra localizado en el 335 oeste de la calle 16.ª, junto con el laboratorio digital.

### Edificio principal
El edificio principal se ubica en la calle 23 n.º 209 Este, donde se localizan las oficinas administrativas además de la cafetería (Moe's Café) y el anfiteatro. También se imparten clases de cine, video, diseño gráfico, publicidad e ilustración. El vestíbulo del edificio sirve frecuentemente como museo, espacio para exhibiciones y eventos públicos.

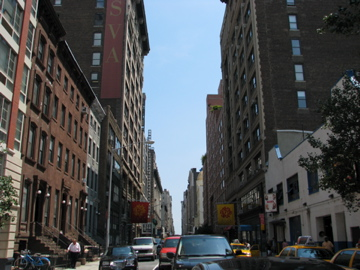
Edificio en el West Side.

### Edificio de fotografía
Ubicado en la calle 21 n.º 214 Este, se hallan los salones y estudios para los estudiantes de licenciatura y maestría en fotografía. La emisora de radio de la universidad (WSVA) también se encuentra en este edificio.

### Auditorio SVA
Conocido como SVA Theatre, fue comprado en el 2008. Las renovaciones comenzaron en septiembre y abrió en enero del 2009. Sus 1900 m² están divididos en dos auditorios: uno con 265 asientos y el otro con 480. En el Teatro SVA se ofrecen lecturas y pases de películas como la del film Los Juegos del Hambre.

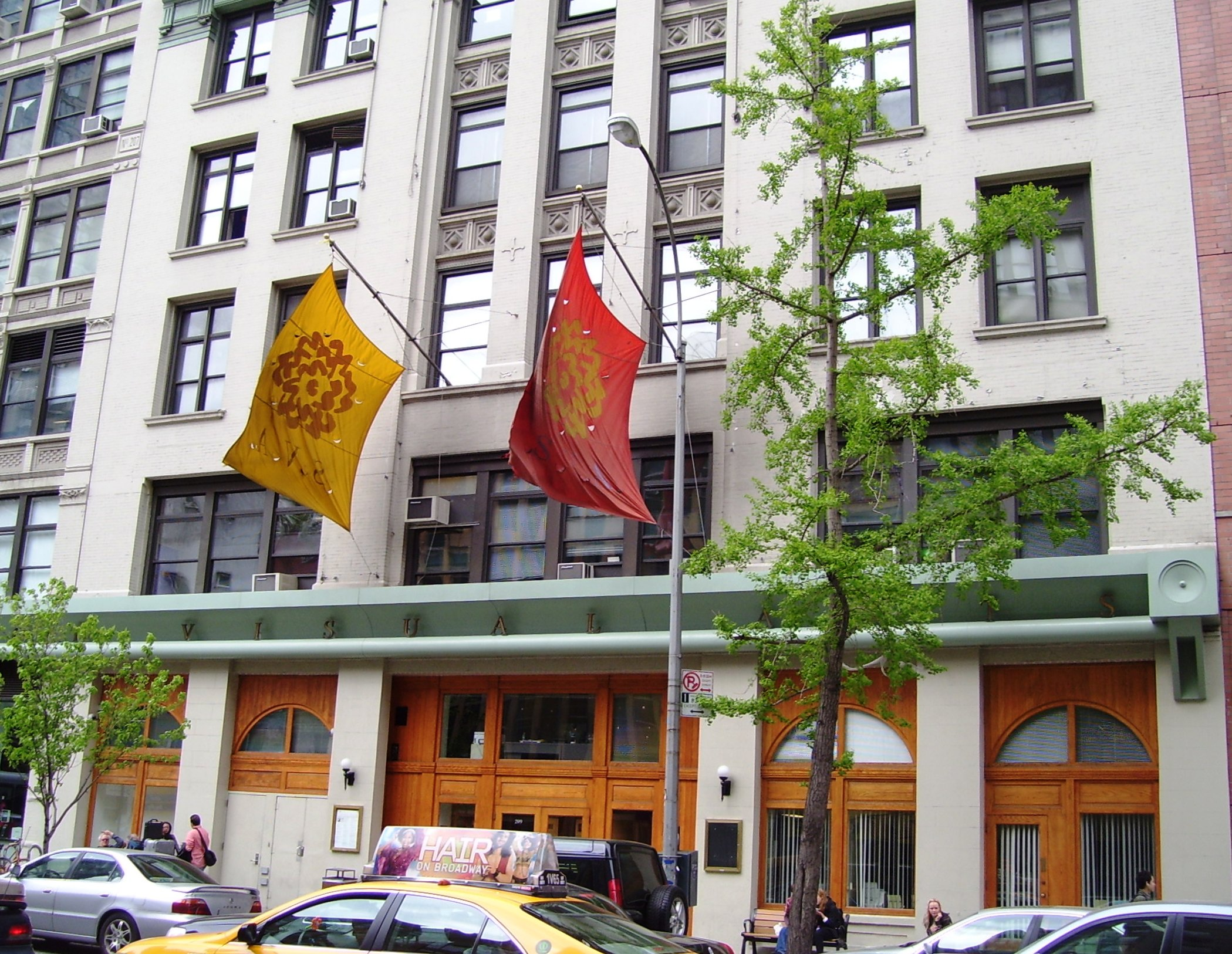
Edificio Principal.

### Galerías
La SVA posee tres galerías: la Visual Arts Gallery, la West side Gallery y la SVA Gallery/Visual Arts Museum. Las galerías exponen arte hecho por estudiantes y por profesionales.

### Residencias
Existen numerosas residencias pertenecientes a la SVA:
- The George Washington Residence. Localizada en la 23 y Lexington.
- The New Residence. Localizada en 215 E 23rd ST
- The Gramercy Women's Residency, exclusivo para mujeres.
- 10th St Dorms ubicados en 101 10 ST para estudiantes de los últimos años
- Ludlow ubicados en 101 en Ludlow ST

## Alumnos e instructores

### Alumnos
Animación
- Bill Plympton - dos veces nominado a los Premios de la Academia
- John R. Dilworth - creador de Coraje, el perro cobarde
- Daisuke Tsutsumi - artista conceptual y director de arte en Pixar
- Rebecca Sugar - creadora de Steven Universe escritora y artista del guion gráfico de Adventure Time
- Vivienne Medrano  - creadora de las webseries Hazbin Hotel y Helluva Boss[2]

Caricaturistas
- Carlos Saldanha - director de los films La Era del Hielo, Robots
- James Jean - graduado en 2001, artista que realizó las portadas de Fables y The Umbrella Academy
- Archie Goodwin - editor y escritor de Marvel Comics y DC Comics
- Gerard Way - cantante principal de My Chemical Romance, artista de The Breakfast Monkey y autor de The Umbrella Academy
- John Holmstrom - fundador de la revista PUNK
- Steve Ditko - cocreador de Spider-Man
- Joe Quesada - editor en jefe de Marvel Comics

Arte Computacional 
- Laurence Gartel - pionero del Arte Digital

Film & Video
- Jonathan Pontell - productor y editor de televisión, ganador de los premios Emmy y Globo de Oro
- Jared Leto - actor (Requiem for a Dream, Lord of War y Fight Club) también dirigió videos de su banda 30 Seconds to Mars.
- Randall Emmett - productor de Rambo y Iron Man
- Fred Armisen - actor, comediante, escritor y miembro de Saturday Night Live

Craig Gillespie - director
Ilustración
- Federico Castelluccio - actor famoso por su aparición en Los Soprano
- Paul Brooks Davis - ilustrador
- Tommer Hanuka - ilustrador

Fotógrafos
- Amy Stein - fotógrafa
- Renée Cox - artista, fotógrafa
- Noah Kalina - editora de arte y fotografía
- David Carol - fotógrafo

Artes Básicas
- Jamex Jaxx - artista multimedia
- Gus Heinze - pintor
- Robert Beauchamp - pintor
- Samuel Bayer - director de comerciales para bandas tales como Nirvana, Green Day, Metallica, David Bowie y The Smashing Pumpkins.
- Pamela Fraser - pintora
- Vashtie Kola - conocida como Vashtie o Va$htie, directora, artista y blogger
- Robert Lazzarini - escultor
- John von Bergen - escultor

Diseño Gráfico
- Todd Radom - diseñador de logotipos para equipos profesionales
- Cojo, Art Juggernaut - artista comercial

### Instructores
Animación
- Aurelio Voltaire Hernández - músico, animador, autor y artista.

Historia del Arte
- Donald Kuspit - autor de numerosos libros que incluyen The Cult of the Avant-Garde Artist; The Dialectic of Decadence
- Jerry Saltz - crítico de arte

Caricaturistas
- Art Spiegelman - caricaturista, editor conocido por su novela ganadora de un premio Pulitzer, Maus
- Joe Orlando - artista y vicepresidente de DC Comics
- Kllaus Jason - veterano de los cómics Batman
- Harvey Kurtzman - editor y fundador de la revista Mad
- Rick Marschall - editor y escritor de Nemo, the Classic Comics Library

- Walter Simonson - trabajó en Thor y X-Men

Artes Básicas
- Michael Low - pintor

- Neil Williams - pintor
- Joseph Kosuth - artista conceptual
- Larry Zox - Pintor
- Eva Hesse - escultora
- Lynda Benglis - icono feminista
- James Siena - artista

Diseño Gráfico
- Edward Benguiat - calígrafo y creador de logotipos para The New York Times, Playboy y Sports Illustrated
- Milton Glaser - creador del logotipo ''I love NY''
- Stefan Sagmeister - ganador de premios y diseñador gráfico
- Paula Scher - diseñadora gráfica, creadora de las marcas de Citibank y Tiffany & Co. Su trabajo ha sido mostrado en el Museo de Arte Moderno de Nueva York

Ilustración
- Ray Di Palma - poeta y artista visual
- John Sheridan - artista de pósteres y creador de portadas de revistas

Fotografía 
- Marco Breuer - fotógrafo
- Elinor Carucci - fotógrafo
- Amy Stein - fotógrafa
- Amy Taubin - fotógrafa y crítica

Filmmakers 
- Roy Frumkes - escritor
- Chris Newman - ingeniero de sonido, ganador de tres Premios de la Academia (El silencio de los corderos, El padrino, El exorcista)
- Lew Schawrtz - artista de Batman